# Cam Phúc Bắc
Cam Phúc Bắc là một phường cũ thuộc thành phố Cam Ranh, tỉnh Khánh Hòa, Việt Nam.
Phường Cam Phúc Bắc có diện tích 13,55 km², dân số năm 2000 là 11.851 người, mật độ dân số đạt 875 người/km².